# Halit Balamir
Halit Balamir (Gümüşhane, Turquía, 1922-Ankara, 2 de marzo de 2009) fue un deportista turco especialista en lucha libre olímpica donde llegó a ser subcampeón olímpico en Londres 1948.

## Carrera deportiva
En los Juegos Olímpicos de 1948 celebrados en Londres ganó la medalla de plata en lucha libre olímpica estilo peso mosca, tras el finlandés Lenni Viitala (oro) y por delante del sueco Thure Johansson (bronce).